# Daijō-kan

Le daijō-kan ou daijokan (太政官) était le département d'État du gouvernement japonais pendant les époques de Nara et de Heian. Créé par le code de Taihō (大宝律令, taihō ritsuryō) en 702, le daijō-kan était dirigé par le grand conseil d'État et par le daijō-daijin (太政大臣, « chancelier du royaume »). Lui, ainsi que ses ministres, étaient chargés des affaires séculières et administratives du pays, alors que le jingi-kan (神祇官, « département du culte ») s'occupait des problèmes touchant aux rites shintō, au clergé et aux lieux de culte.
Le département d'État perdit petit à petit son pouvoir au cours des Xe et XIe siècles alors que le clan Fujiwara, dominant déjà le poste de régent impérial, commença à dominer également le daijō-kan. Il devint alors habituel pour un régent d'occuper aussi les postes de chancelier ou de ministre de la droite, voire les deux. Au XIIe siècle, le Conseil était impuissant en tant qu'entité indépendante, mais il est impossible de définir une date précise à laquelle cette institution a été démantelée. Fujiwara no Nobuyori fut le dernier chancelier et exerça durant une brève période en 1160.

## Organisation et hiérarchie
Le daijō-kan était dirigé par le grand conseil d'État qui était présidé à son tour par le daijō-daijin (太政大臣, « chancelier du royaume »). En dessous de lui officiaient le sadaijin (左大臣, « ministre de la Gauche ») et ses subordonnés, le udaijin (右大臣, « ministre de la Droite »), le nadaijin (内大臣, « ministre du Centre ») ainsi que quatre dainagon (大納言, « grand conseiller »), quatre chūnagon (中納言, « conseiller »), trois shōnagon (少納言, « conseiller mineur ») et le benkan (« contrôleur »).
Le sadaijin, par l'intermédiaire du sadaiben (左大弁, « contrôleur de la gauche »), contrôlait quatre ministères :
- le ministère du Centre (中務省, nakatsukasa-shō) qui reliait le trône à l'administration ;
- le ministère des Cérémonies (治部省, jibu-shō) ;
- le ministère des Affaires civiles (式部省, shikibu-shō) ;
- le ministère des Affaires du peuple (民部省, minbu-shō).

Le udaijin, par l'intermédiaire du udaiben (右大弁, « contrôleur de la droite »), contrôlait quatre ministères :
- le ministère des Affaires militaires (兵部省, hyōbu-shō) ;
- le ministère de la Justice (刑部省, gyōbu-shō) ;
- le ministère du Trésor (大蔵省, ōkura-shō) ;
- le ministère de la Maison impériale (宮内省, kunai-shō).

En outre, il y avait d'autres fonctionnaires qui disposaient d'un peu de souplesse dans le daijō-kan :
- sangi (参議?) (« conseiller associé »)10. Ce bureau fonctionne en tant que gestionnaire des activités du daijō-kan au sein du palais ;
- geki (外記?) (« secrétariat »). Ce sont des hommes spécifiquement nommés qui agissent à la discrétion de l'empereur.

Le pays était divisé en provinces appelées kuni (国) qui étaient administrées par des gouverneurs (kokushi, 国司) nommés par le daijō-kan. Les provinces (-kun) étaient elles-mêmes divisées en districts appelés -gun ou -kōri (郡), administrés par des gouverneurs de districts (gunji, 郡司) nommés par les nobles locaux. Au début du VIIIe siècle, il y avait 592 districts répartis en 66 provinces.